# ستيفاني هودج
ستيفاني هودج (بالإنجليزية: Stephanie Hodge)‏ هي ممثلة أمريكية، ولدت في 24 ديسمبر 1956 في ويلمنغتون في الولايات المتحدة.

## وصلات خارجية
- ستيفاني هودج على موقع IMDb (الإنجليزية)
- ستيفاني هودج على موقع ألو سيني (الفرنسية)
- ستيفاني هودج على موقع أول موفي (الإنجليزية)
- ستيفاني هودج على موقع قاعدة بيانات الفيلم (الإنجليزية)
- ستيفاني هودج على موقع كينوبويسك (الروسية)